# Lycium chilense
Lycium chilense là loài thực vật có hoa trong họ Cà. Loài này được Bertero mô tả khoa học đầu tiên năm 1829.